# الستیگرل
هلن پار (به انگلیسی: Helen Parr) که با نام الستیگرل و خانم شگفت‌انگیز نیز شناخته می‌شود، یک شخصیت خیالی در سری انیمیشن شگفت‌انگیزان محصول شرکت پیکسار است.
این شخصیت را سازندهٔ سری انیمیشن شگفت‌انگیزان، برد برد ایجاد کرده‌است و تاکنون در فیلم‌های شگفت‌انگیزان و شگفت‌انگیزان ۲ نقش داشته‌است. صداپیشگی شخصیت را نیز در فیلم‌ها، هالی هانتر انجام داده‌است. همچنین الیزابت دیلی و الی جانسون، به ترتیب در بازی ویدئویی نخستین و لگو شگفت‌انگیزان برای این کاراکتر سخن گفته‌اند. هلن پار یک ابرانسان است و قدرتش به او اجازه می‌دهد که بدنش را در شرایط گوناگونی، کش بدهد. او با یک ابرقهرمان دیگر به نام باب پار ازدواج کرده و سه فرزند دارد که هرکدام از آن‌ها نیز نیروهای ویژه‌ای دارند.
شخصیت هلن پار با واکنش‌های اغلب مثبتی از سوی منتقدان و تماشاگران روبرو شد که از این شخصیت به عنوان یک مادر ابرقهرمان که سعی در نجات جهان و حفظ خانواده‌اش دارد، تمجید کردند. در هنگام اکران شگفت‌انگیزان ۲ انتقادهایی نسبت به طراحی ظاهر جنسی این کاراکتر از سوی برخی مطرح شد و به ویژه به خاطر طراحی باسن بزرگ، مورد انتقاد قرار گرفت. نیویورکر در پستی، ظاهر شخصیت هلن پار را با شخصیت آناستازیا استیل از رمان پنجاه طیف گری مقایسه کرد.

## ساخت

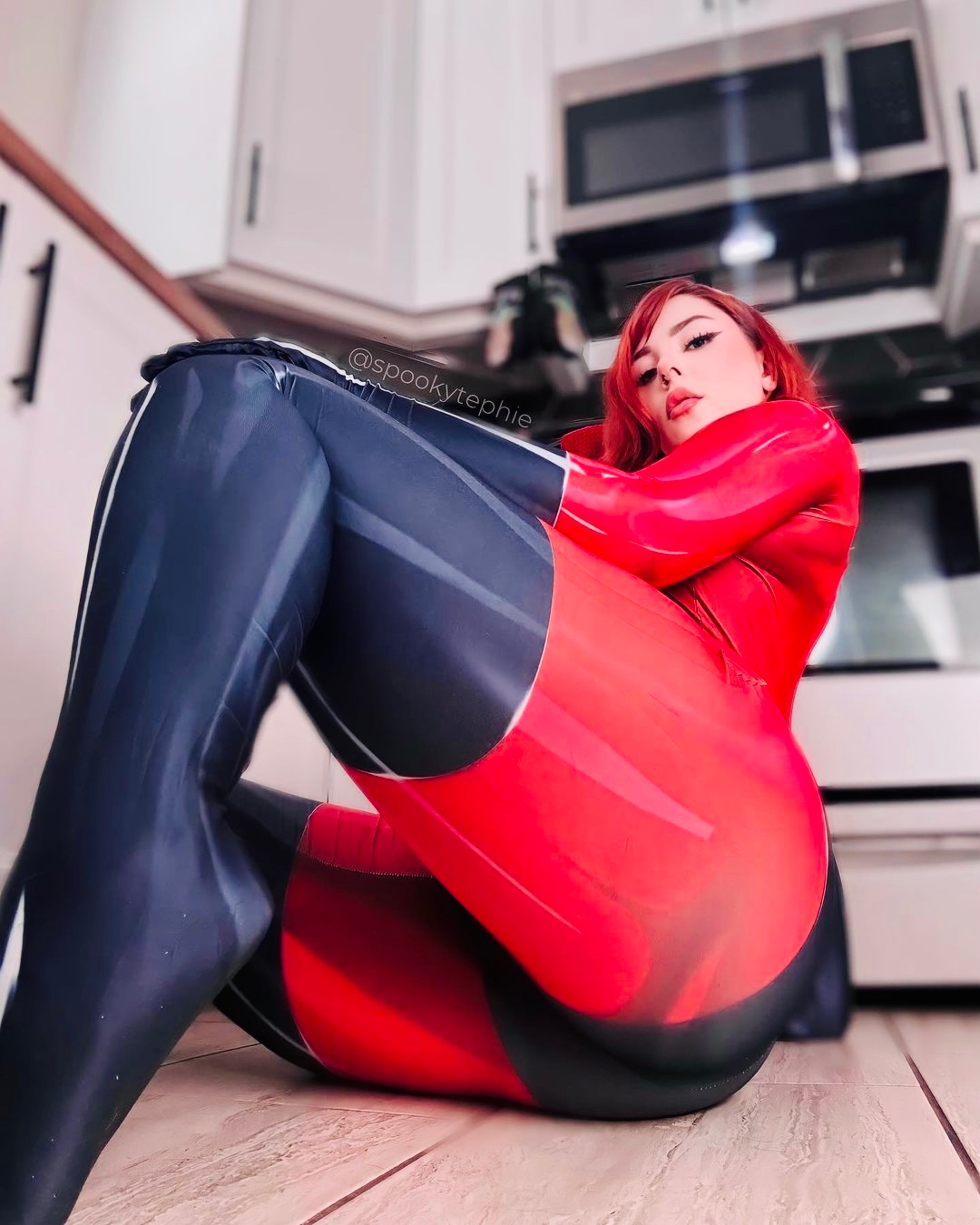
یک کازپلی الستیگرل

### پویانمایی
از دید عضوهای فنی تیم فیلم نخست، وجود شخصیت‌های انسانی فیلم باعث روبرو شدن با گروهی دشوار از چالش‌ها شده بود. همچنین انسان به‌طور گسترده‌ای به عنوان دشوارترین چیز ممکن برای اجرایی‌شدن در انیمیشن شناخته می‌شود. در ادامه، پویانماهای پیکسار از خودشان در هنگام قدم زدن برای فهم بهتر حرکت درخور انسان فیلم‌برداری کردند. به هر حال، ساخت مدل‌های کاملاً انسانی به ایجاد فناوری تازه‌ای برای پویانمایی آناتومی دارای جزئیات، پوشاک و پوست و موی واقع‌بینانه انسان نیاز داشت. حرکت‌های عضلانی هلن موضوع بسیار دشواری گردید، چرا که الستی‌گرل نیازمند این بود که توانایی کشش، خم‌شدن و درآمدن به شکل‌های گوناگونی را داشته باشد.

### شخصیت‌پردازی
الستی‌گرل در فیلم نخست، در نقش یک دختر که به گونه‌ای دارای باورهای فمینیستی هست و با ازدواج نیز موافق نیست، معرفی گردید؛ اما در روند داستان همان فیلم، او افزون بر آنکه ازدواج می‌کند، بلکه دارای سه فرزند نیز می‌شود. اگرچه برخی این را در توجه به فرهنگ آمریکایی‌ها دانسته‌اند.
بر پایهٔ گفتهٔ هانتر، هلن به عنوان یک ابرقهرمان، «بی باکی کامل» دارد اما دربارهٔ فرزندانش «غریزهٔ محافظتی بسیار قوی» داشته و دارای «مرامی درونی برای نجات دیگران» است.

## قدرت‌ها و توانایی‌ها
ابرقدرت اصلی الَستی‌گرل، کشسانی او است که به او اجازه می‌دهد بخش‌های گوناگون بدن خود را در اندازه‌هایی کشش دهد. چنین نیرویی، تا دگرپیکری یا تغییر شکل‌دادن نیز گسترش یافته‌است و در فیلم نخست، در نمونه‌ای به یک قایق تبدیل شد. او توانایی مبارزه، دوام و چالاکی بالایی دارد. همچنین جاسوس خوبی نیز است. با این حال، در برابر هوای بسیار سرد، آسیب‌پذیر است. الستی‌گرل به عنوان یک رانندهٔ استثنایی موتور سیکلت و خلبان نیز نمایان شده‌است.
قدرت فیزیکی بالای هلن به طور خاص در پایین‌تنه و ران‌ها در نبردها به او کمک می‌کند در بیشتر مبارزات تن به تن برنده باشد. در فیلم سال ۲۰۰۴ قدرت بالای عضلات ران پای او به تصویر کشیده شد به نحوی که چند نگهبان مرد سیندرم را به راحتی با یک ضربه پا از میان برداشت. یا صحنه‌ای که کمرش در میان یک در درون راهرو گیر کرده و با قدرت بالایی ران‌های خود را به سمت ۲ نگهبان که در حال بازرسی‌اش هستند پرتاب می‌کند. معمولاْ تلاش می‌کند ضربه پاها به سر باشد یا به گونه‌ای وزن ران‌ها را به سر حریف بیندازد و از این طریق حریف خود را از میان بر می‌دارد.
وی همچنین در فیلم ۲۰۰۴ دارای ۲ پوشش ابرقهرمانی بود. در هردو گونه‌ای بوت بلند داشت که هردو اثر ضربات پا را افزایش می‌دادند.

## بازخوردها و نقدها
شخصیت هلن پار با واکنش‌های اغلب مثبتی از سوی منتقدان و تماشاگران روبرو شد که از این شخصیت به عنوان یک مادر ابرقهرمان که سعی در نجات جهان و حفظ خانواده‌اش دارد، تمجید کردند. در هنگام اکران شگفت‌انگیزان ۲ انتقادهایی نسبت به طراحی ظاهر جنسی این کاراکتر از سوی برخی مطرح شد و به ویژه به خاطر طراحی باسن بزرگ، مورد انتقاد قرار گرفت. نیویورکر در پستی، ظاهر شخصیت هلن پار را با شخصیت آناستازیا استیل از رمان پنجاه طیف گری مقایسه کرد.
رولینگ استون هلن را در جایگاه چهاردهم «بهترین شخصیت فیلم پیکسار» گذاشت؛ دومین شخصیت برتر شگفت‌انگیزان پس از ادنا مد. در سوی دیگر، صدها هوادار در رسانه‌های اجتماعی، این شخصیت را "thicc" توصیف کردند؛ اصطلاحی عامیانه که به داشتن باسن بزرگ همراه با دور کمر باریک اشاره می‌کند.